# 腦硫脂

腦硫脂的結構式

腦硫脂（英語：sulfatide，硫酸腦苷脂、硫苷脂、硫脂類、半乳糖酰基鞘氨醇/3-O-sulfogalactosylceramide、SM4、硫酸化半乳糖/sulfated galactocerebroside）屬於硫脂一類，具體上是"硫酸醣脂"（sulfoglycolipid）的一類，因其含硫酸基糖脂。腦硫脂的合成主要在内质网開始而在高尔基体結束，過程中神經酰胺轉化成半乳糖之後硫化為腦硫脂。在髓磷脂的半乳糖脂中，有1/5是腦硫脂。腦硫脂主要被發現在由中樞神經系統的少突膠質細胞及周围神经系统中，施旺細胞所產生髓鞘细胞膜的胞膜外片上。然而，腦硫脂也存在於真核生物組織的許多細胞之细胞膜的胞膜外片上。
因為腦硫脂是一種多功能分子，它可以在多種生物學領域中使用。除了作為膜成分，腦硫脂功能作用在蛋白質導向（靶向蛋白）、細胞聚集及粘附、神经可塑性、記憶及"神經膠質細胞軸突的相互作用"（glial-axon interaction）等功能上。腦硫脂也作用在一些生理過程及系統上，包括神经系统、免疫系统、胰岛素分泌、凝血、病毒性疾病，及細菌感染等。其結果是，腦硫脂或可關聯於或也能夠結合到腎組織、癌症細胞/組織、红血球細胞及血小板的表面、免疫系統中的CD1a-d細胞、許多細菌細胞、一些病毒、髓鞘、神經元，以及星形膠質細胞等組織上。
硫脂顯出異常的代谢或改變也與各種病理病症有關包括在神經病理學（neuropathology）上，比如異染性腦白質退化症(MLD)、阿兹海默病及帕金森氏症。腦硫脂也與糖尿病，癌遠端轉移，及病毒包括HIV-1（HIV-1/Subtypes of HIV）、甲型流感病毒、丙型肝炎以及牛痘病毒（Vaccinia virus）等有關。此外，硫脂的過度顯現出與癫痫及「聽原性癲癇發作」（audiogenic seizures）以及其它神经系统裡的病理狀態有關。
過往及正在進行的研究將繼續闡明腦硫脂的多種生物學功能及其眾多的影響，且在病理学上已相關聯到腦硫脂。大多數研究利用小鼠模型，而且異源性表達（heterologous expression）系統也被利用，包括到但不限於"Madin-Darby犬腎細胞"及羰基硫-7細胞。

## 腦硫脂歷史
腦硫脂是第一個從人脑中分離出來的"磺胺醣脂"(sulfoglycolipid)。於1955年再次得到"桑豪社"(Thannhauser)和"施密特"(Schmidt)支持；然而，通過气相色谱法，"山口山村"(Tamio Yamakawa)發現硫酸鹽實際上附著在半乳糖的C3位置，而不是C6位置。於是，1962年，山川(Yamakawa)完成了糾正後的硫苷化合物的化學結構。

## 硫脂合成與降解

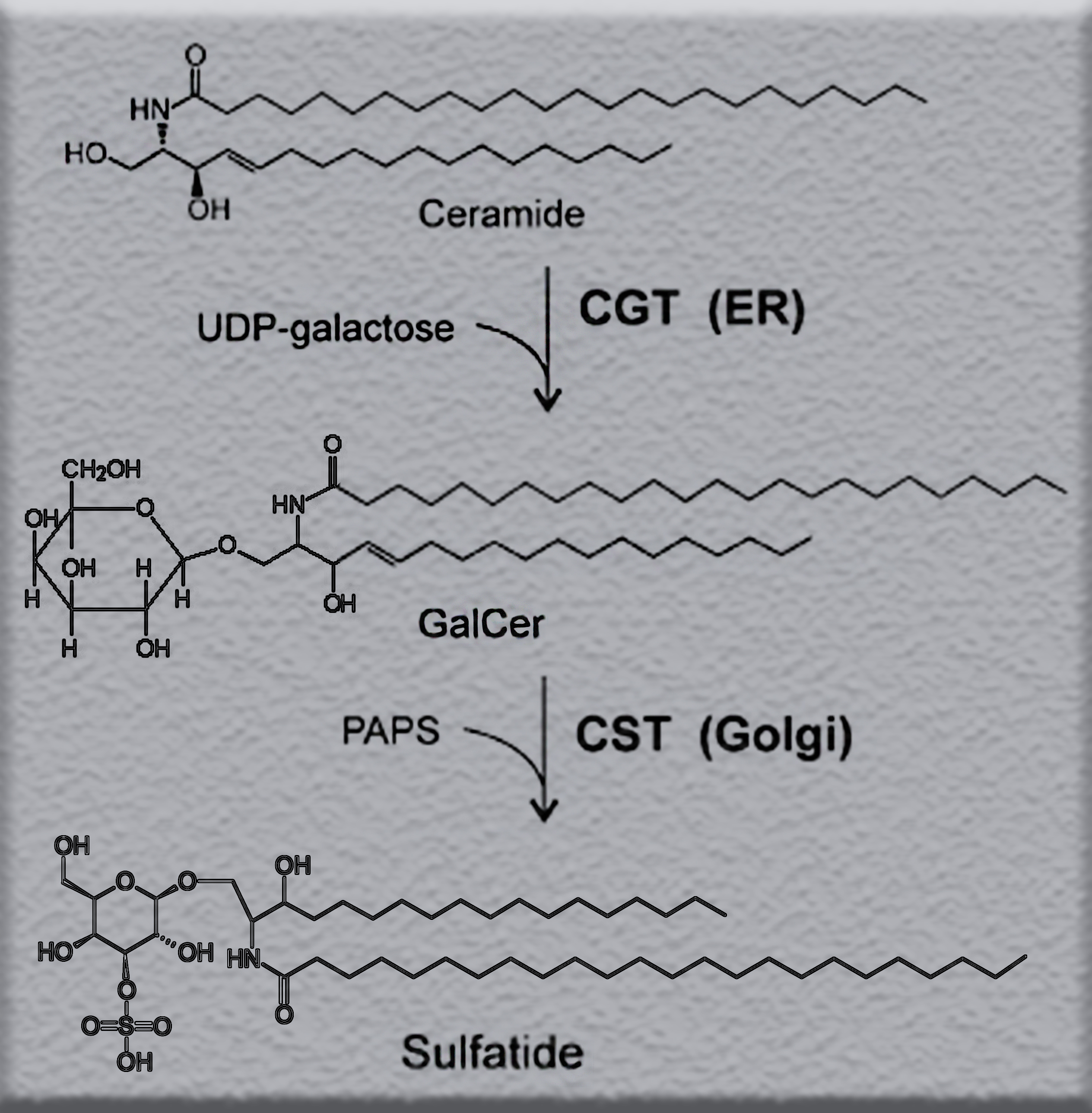
腦硫脂的合成

腦硫脂合成開始於尿苷二磷酸半乳糖(UDP-半乳糖)與2-羥基化、或非羥基化神經酰胺之間的反應。 
磺酰胺類降解發生在溶酶体中。這裡，芳基硫酸酯酶A水解硫酸鹽基團。然而，為了使該反應進能夠進行，鞘脂激活蛋白原比如鞘糖蛋白B必須存在。

## 硫脂的生物學功能
腦硫脂也被證明在腎臟中起了次要的作用。

### 神經系統

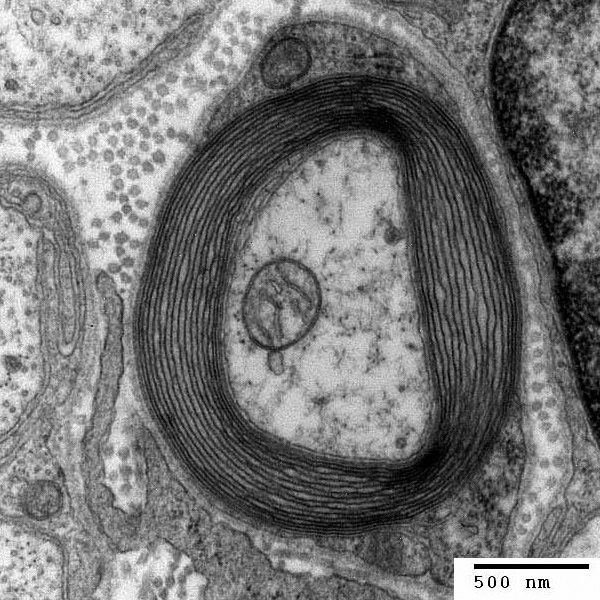
髓鞘軸突在透射电子显微镜下的圖像

腦硫脂是神经系统中的主要成分，並且在周围神经系统以及中樞神經系統中的髓鞘中發現含有高水平的腦硫脂。因此，缺乏腦硫脂可導致肌肉無力、顫抖及共濟失調。

#### 鑑別髓鞘
如上所述，腦硫脂主要在神经系统中的少突神經膠質細胞及施旺細胞裡被發現。

#### 硫苷脂和髓鞘及淋巴細胞蛋白
腦硫脂也與髓鞘及淋巴細胞蛋白(MAL)有關。

#### 神經膠質細胞軸突連接及信號
腦硫脂對周围神经系统的神經膠質轴突也是很重要的一種成分。

#### 異常腦硫脂顯現
腦硫脂的異常顯現與一些神經系統疾病(neurological disorder)有所關聯。

### 免疫系統
不同類型的細胞在其表面上呈現出的抗原包括：
- 巨噬细胞
- 樹狀細胞
- 肝細胞
- B细胞
- 贅生物
- 胸腺細胞

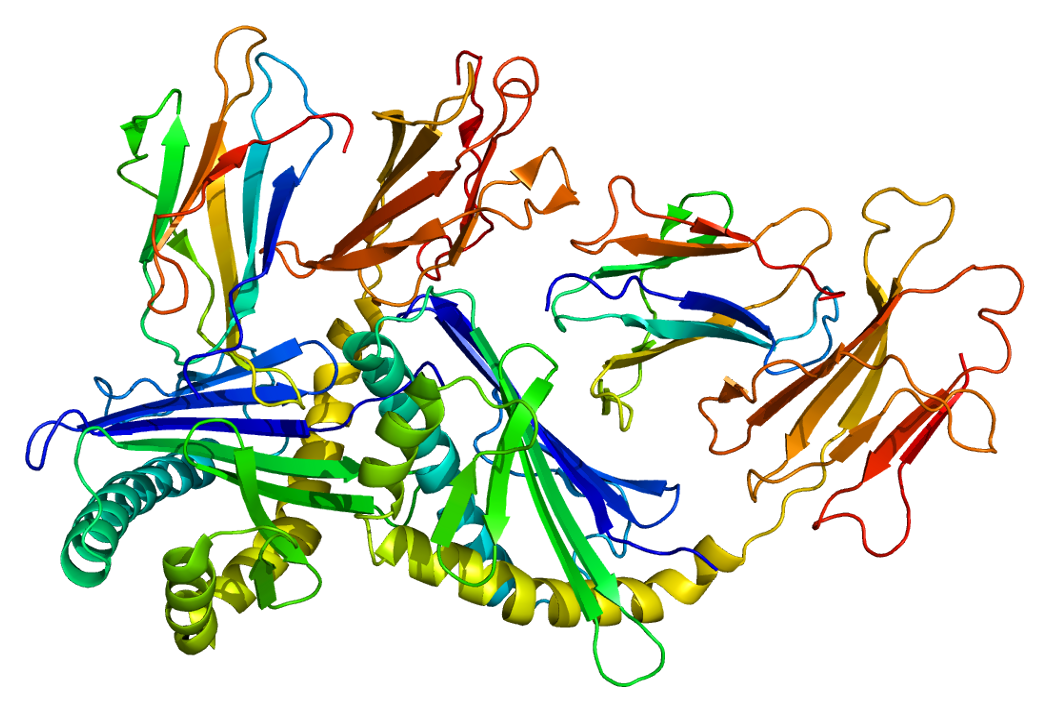
CD1D蛋白質

這些不同細胞類型中的每一種細胞在CD1的顯現。 趋化因子涉及：
- 血管新生
- HIV-1
- 贅生物遠端轉移
- 造血作用
- 移植排斥
- 胚胎发育

### 止血/血栓
腦硫脂有凝血因子和抗凝血因子的兩種功能。

### 腎臟
腦硫脂也可以在腎臟中發現。

## 病理細胞和組織的作用

### 異染性腦白質退化症

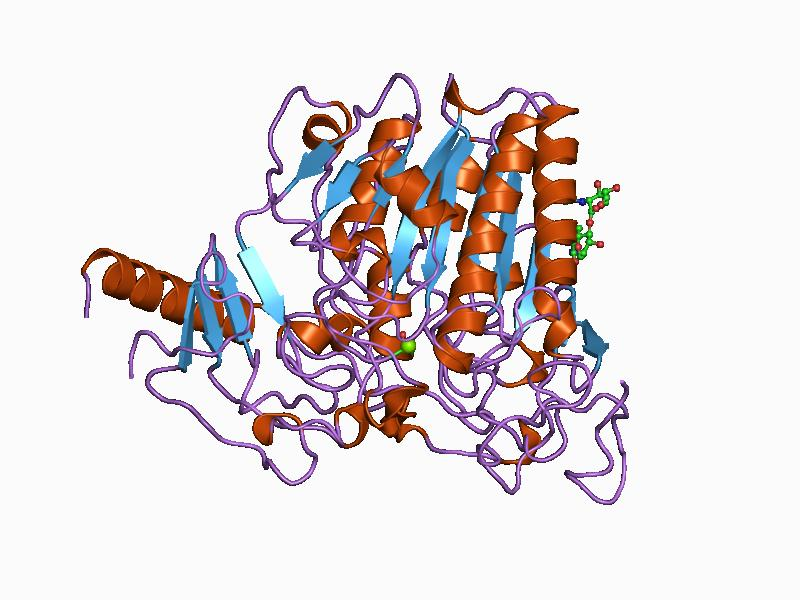
芳基硫酸酯酶A

腦硫脂起著髓鞘的重要作用。

### 糖尿病
磺胺類也可以刺激胰島素原折疊，因為它可以作為胰岛素的分子伴侣。

### 癌症和腫瘤
- 原發性大腸癌組織。
- 原發性肺腺癌組織。
- 惡性及良性卵巢癌組織。
- 腎癌組織。
- 漿液性乳頭狀卵巢癌組織。
- 胃癌組織。
- 腎癌（SMKT-R3細胞系）。

### 病毒感染

#### HIV-1

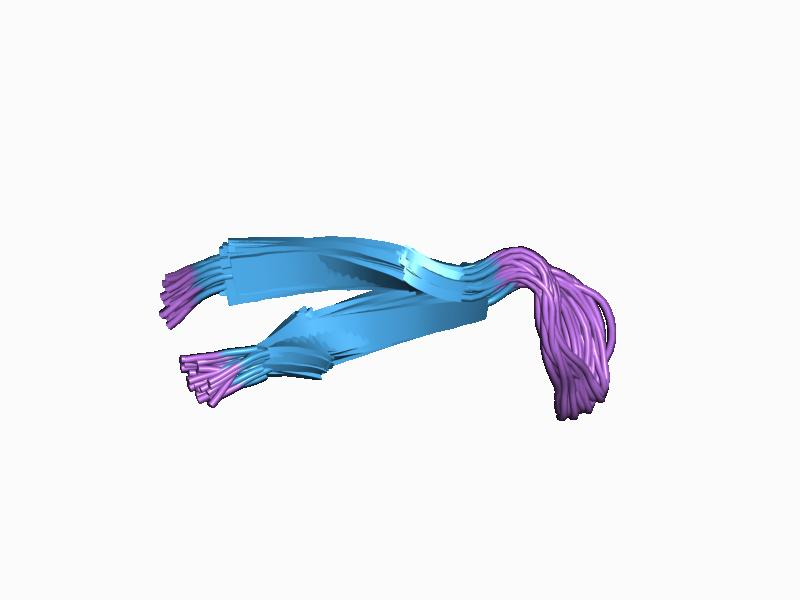
V3 loop fragment of the HIV-1 envelope gp120 complex

磺胺類藥物顯示涉及HIV亚型的感染。

#### C型肝炎
與混合型冷球蛋白血症（MC）相關的丙型肝炎病毒（HCV）之幾名患者在其血漿中具有升高的抗硫酸酯抗體水平。

#### A型流感
甲型流感病毒（IAV）與腦硫脂強烈地結合。

#### 牛痘病毒
痘苗病毒與已知導致天花的天花病毒密切相關。

### 細菌感染
腦硫脂結合到許多類的細菌及菌株，包括：
- 產腸毒素大腸桿菌（英语：Enterotoxigenic Escherichia coli）(ETEC)TOP10菌株
- 空腸彎曲桿菌
- 豬肺炎支原體（英语：Mycoplasma hyopneumoniae）
- 流感嗜血桿菌
- 豬胸膜肺炎放線桿菌（英语：Actinobacillus pleuropneumoniae）
- 幽門螺桿菌
- 粘膜炎莫拉菌（英语：Moraxella catarrhalis）
- 百日咳杆菌
- 987P-流產性腸毒素大腸桿菌（英语：987P-fimbriated enterotoxigenic Escherichia coli）
- 羅伊乳桿菌（英语：Lactobacillus reuteri） (JCM1081 及 TM105 菌株)
- 人型支原體（英语：Mycoplasma hominis）
- 支原體肺炎（英语：Mycoplasma pneumonia）
- 綠膿桿菌
- 杜克雷嗜血桿菌（英语：Haemophilus ducreyi）

腦硫脂作為糖脂受體，其功能是幫助將這些细菌粘附到黏膜表面。

## 臨床意義

### 阿兹海默病的角色
從阿兹海默病的早期發作階段開始，腦硫脂的含量在腦組織裡就大量的降低。在阿兹海默病的溫和階段，大腦中的腦硫脂損失在白質神經組織部分可高達50％、而在灰质神經組織部分更高達90％。在阿兹海默病患者的腦脊液中之腦硫脂脂濃度也是比較低的。 神經元功能的特性損失伴隨著阿兹海默病並經由神經元及突觸損失而發生，且損失的是腦硫脂的脂質類。 此外，硫脂的損失被觀察到只發生在該疾病的一開始，然而在較嚴重的階段，卻極少發生額外的腦硫脂損失。

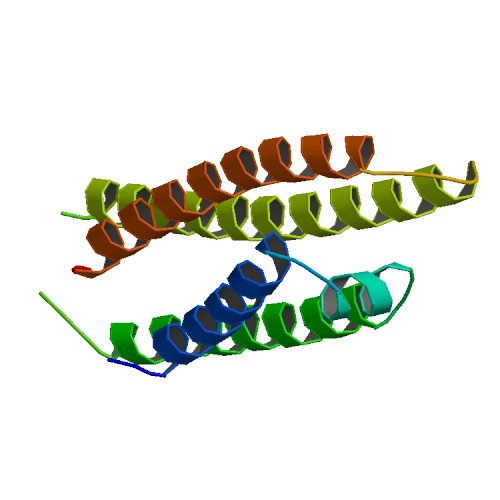
載脂蛋白E(ApoE/脫輔基脂蛋白E)

腦組織中的腦硫脂經由觀察，其中載脂蛋白E(Apolipoprotein E/ApoE)已被研究過，特別是ε4"等位基因"(allele)。載脂蛋白Eε4"等位基因"是唯一已知的遺傳風險因子、明顯的表現在晚發性的阿兹海默病。 擁有載脂蛋白Eε4"等位基因"(allele)有較高風險底會生成阿爾茨海默氏症。載脂蛋白E為涉及包括膽固醇在內的許多脂質運輸的一種蛋白，並而能調節中樞神經系統中能含有多少的腦硫脂，且介導系統的稳态結構。業已發現，較高水平的載脂蛋白E與較大的腦硫脂耗損呈正相關。 載脂蛋白E的相關蛋白從髓磷脂取得腦硫脂，然後降解腦硫脂成各種化合物，例如硫酸鹽。當載脂蛋白E增加時，取自髓磷脂的腦硫脂量也增加；因此，有更多的腦硫脂耗損。
腦硫脂還涉入乙型澱粉樣蛋白(Amyloid beta)肽的清除。乙型澱粉樣蛋白肽是阿兹海默病的標誌之一。當它們沒有適當的降低，這些肽積聚並產生斑塊，這些斑塊是乙型澱粉樣蛋白肽片的團塊，而且和阿兹海默病有相當的關聯。乙型澱粉樣蛋白肽的清除是很重要的，最好要讓這種斑塊的積累現象不要出現。經由內吞的途徑，腦硫脂可促進乙型澱粉樣蛋白肽的去除。因此，當有高含量的腦硫脂時，則就有較低量的乙型澱粉樣蛋白肽。因為阿兹海默氏疾病的受試者具有較低腦硫脂水平，故而乙型澱粉樣蛋白肽的清除率較低，這使得肽在大腦裡積聚並產生斑塊。

### 與維生素K的關係
維生素K已被發現與腦硫脂有所關聯。不僅在動物中，維生素K已經被觀察到影響腦裡的腦硫脂濃度，而且在細菌裡也有類似的現象。神經系統中的維生素K是負責酶的活化、諸如腦硫脂的運作，而且酶對於腦磷脂的生物合成是必需的。當維生素K拮抗劑華法林被添加到動物模型系統中，腦硫脂就受損。 然而，當維生素K被添加回系統中，腦硫脂合成就正常的運作，這表明腦硫脂的合成、維生素K是必要的因素。

## 外部連結
- 醫學主題詞表（MeSH）：Sulfatides